# Artiom Loskoutov
Artiom Alexandrovitch Loskoutov (en russe : Артём Александрович Лоскутов), né en 1986 à Novossibirsk, est un artiste et militant d'opposition russe. 

## Biographie

### Jeunesse et premiers engagements
Artiom Loskoutov naît en 1986 à Novossibirsk, plus grande ville de Sibérie.
Il se fait connaître en Russie pour ses déambulations artistiques qu'il appelle « Monstration », à caractère politique, portant des messages souvent absurdes. La première a lieu en 2004. D'abord organisé seulement à Novossibirsk, le mouvement prend de l'ampleur et s'étend à toute la Russie. En 2011, il remporte le prix russe de l'Innovation pour cet événement,. Il est également célèbre pour ses « performances qui se moquent gentiment de la politique du Kremlin ».

### Arrestation et poursuites
En 2009, Artiom Loskoutov est arrêté en possession de cannabis, en même temps que le journaliste Ivan Golounov, et placé en détention provisoire pendant un mois avant son procès. Il n'est finalement condamné qu'à une amende. L'artiste affirme que c'est un policier russe qui aurait caché de la drogue dans ses bagages en 2009 pour le faire accuser, en raison de son engagement militant. Par la suite, deux policiers impliqués dans l'arrestation de Golounov sont renvoyés pour des faits de trafic de drogue. Le policier ayant arrêté Artiom Loskoutov est lui condamné à de la prison. Cependant, les sanctions infligées contre l'artiste ne sont pas annulées.
Le 31 juillet 2014, le site de la BBC en langue russe publie une interview d'Artiom Loskoutov, dans laquelle il appelle la population russe à participer à une manifestation à Novossibirsk pour réclamer plus d'autonomie pour cette région, ce qui est constituent un « parallèle avec les séparatistes de l'est de l'Ukraine ». Roskomnadzor, l'agence gouvernementale russe chargée du contrôle des médias, exige la suppression de cet entretien de leur site, ce que refuse la BBC. La Russie menace alors de restreindre l'accès à leur plateforme.
Le 1er mai 2015, il est arrêté en raison de son rôle dans l'organisation du rassemblement annuel « Monstration », après avoir refusé de déplacer le lieu de la manifestation. Formellement inculpé pour avoir « dirigé un rassemblement d’après-manifestation devant le bureau du maire », il est condamné à une amende de 5 000 roubles et dix jours de prison. Artiom Loskoutov annonce avoir l'intention de faire appel, menaçant de saisir la Cour européenne des droits de l'homme. Il est désigné comme prisonnier d'opinion par Amnesty International quelques jours plus tard. Il est finalement libéré le 15 mai.
En 2019, il est invité par la société artistique CEC ArtsLink à participer, aux États-Unis, à un programme d'échange artistique composé de visites et de conférences. Le visa qu'il demande lui est refusé en raison de son arrestation dix ans plus tôt en possession de cannabis, mais il demande une exemption de visa à titre exceptionnel, à laquelle il est éligible. 

### Ventes aux enchères
En décembre 2019, Artiom Loskoutov met en vente, aux enchères, une œuvre constituée d'une simple plaque de métal signée, à l'origine apposée sur l'un des 6 800 bancs de Central Park. Sur cette plaque se trouve la déclaration d'amour d'une femme nommée Nailya Asker-Zade à Andreï Kostine (en), banquier chez VTB et propriétaire russe de médias. Ce dernier est mentionné dans une vidéo d'Alexeï Navalny dans laquelle figurent également le banc et la plaque. Les bénéfices de la vente, annoncés à 1,5 million de roubles, sont reversés à Rusfond (ru), une organisation de financement de diverses causes.  
En août 2020, il propose à la vente Belarus, un tableau peint à la peinture rouge sur fond blanc, à l'aide d'une matraque. Le tableau, qui rappelle le drapeau blanc et rouge symbole de l'opposition en Biélorussie, est vendu pour 3 millions de roubles. La moitié des bénéfices servent à soutenir le peuple biélorusse, dans le cadre d'importantes manifestations, violemment réprimées par le pouvoir.
En mai 2021, il répète l'opération avec le même outil de peinture, cette fois en soutien au média indépendant Meduza. En août, il réalise une œuvre dont les bénéfices de la vente sont reversés à la chaîne Dojd. Pink on White, qui reprend le logo de la chaîne de télévision aux trois bandes roses, est « dédiée à tous les agents étrangers » selon son créateur.

### À partir de 2022
Parti de Russie pour le Nouvel an en janvier 2022, il décide de ne pas retourner dans le pays après le déclenchement de l'invasion de l'Ukraine en février 2022 et l'intensification de la répression contre l'opposition.
Après le déclenchement de la guerre à Gaza, il prend position dans ses œuvres et critique la politique israélienne, dressant un parallèle entre celle-ci et celle se déroulant en Ukraine.